# Leverington
Leverington – wieś w Anglii, w hrabstwie Cambridgeshire, w dystrykcie Fenland. Leży 53 km na północ od miasta Cambridge i 132 km na północ od Londynu. Miejscowość liczy 2914 mieszkańców.